# Championnats du monde de VTT 2023
Navigation
2022 2024
Les Championnats du monde de VTT 2023 ont lieu du 3 au 12 août 2023, en Écosse, au Royaume-Uni. Les épreuves de cross-country, de cross-country short track, de cross-country à assistance électrique ont lieu du 8 au 12 août dans la Glentress Forest, près d'Édimbourg. Les épreuves de descente ont lieu du 3 au 5 août à Fort William sur le Nevis Range.
Ces mondiaux sont organisés dans le cadre plus large des championnats du monde de cyclisme UCI 2023 de Glasgow et qui rassemblent tous les quatre ans treize championnats du monde de cyclisme dans différentes disciplines (route, piste, VTT...).

## Programme
| Descente - Jeudi 3 août - Hommes juniors (qualification) - Femmes juniors (qualification) - Vendredi 4 août - Hommes juniors (finale) - Femmes juniors (finale) - Hommes élites (qualification) - Femmes élites (qualification) - Samedi 5 août - Hommes élites (finale) - Femmes élites (finale) Cross-country short track - Mardi 8 août - Hommes (qualification) - Femmes (qualification) - Jeudi 10 août - Hommes (finale) - Femmes (finale) | Cross-country olympique - Mercredi 9 août - Relais par équipes mixte - Jeudi 10 août - Hommes juniors - Femmes juniors - Vendredi 11 août - Femmes moins de 23 ans - Hommes moins de 23 ans - Samedi 12 août - Femmes élites - Hommes élites Cross-country à assistance électrique - Mercredi 9 août - Hommes - Femmes |

## Médaillés

### Cross-country
| Épreuves        | Or | Or              | Argent                                                                                               | Argent       | Bronze | Bronze       |
| --------------- | --- | --------------- | --- | ------------ | --- | ------------ |
| Hommes          | |                 | |              | |              |
| Élites          | Tom Pidcock                                                                                               | 1 h 22 min 9 s  | Samuel Gaze                                                                                          | + 19 s       | Nino Schurter | + 34 s       |
| Moins de 23 ans | Charlie Aldridge                                                                                          | 1 h 13 min 53 s | Adrien Boichis                                                                                       | + 13 s       | Dario Lillo | + 29 s       |
| Juniors         | Albert Withen Philipsen                                                                                   | 1 h 7 min 55 s  | Elian Paccagnella                                                                                    | + 54 s       | Ian Ackert | + 1 min 3 s  |
| Femmes          | |                 | |              | |              |
| Élites          | Pauline Ferrand-Prévot                                                                                    | 1 h 24 min 14 s | Loana Lecomte                                                                                        | + 1 min 14 s | Puck Pieterse | + 1 min 27 s |
| Moins de 23 ans | Samara Maxwell                                                                                            | 1 h 16 min 26 s | Ginia Caluori                                                                                        | + 1 min 1 s  | Ronja Blöchlinger | + 1 min 27 s |
| Juniors         | Isabella Holmgren                                                                                         | 1 h 7 min 37 s  | Marin Lowe                                                                                           | + 39 s       | Natalia Grzegorzewska                                                                                                | + 1 min 24 s |
| Mixte           | |                 | |              | |              |
| Relais          | Suisse- Dario Lillo - Nicolas Halter - Linda Indergand - Ronja Blöchlinger - Anina Hutter - Nino Schurter | 1 h 5 min 42 s  | France- Adrien Boichis - Julien Hemon - Loana Lecomte - Line Burquier - Anaïs Moulin - Jordan Sarrou | + 9 s        | Danemark- Tobias Lillelund - Albert Withen Philipsen - Julie Lillelund - Sofie Heby - Caroline Bohé - Sebastian Fini | + 41 s       |

### Cross-country short track
| Épreuves | Or                     | Or          | Argent          | Argent | Bronze        | Bronze |
| -------- | ---------------------- | ----------- | --------------- | ------ | ------------- | ------ |
| Hommes   |                        |             |                 |        |               |        |
| Élites   | Samuel Gaze            | 20 min 27 s | Victor Koretzky | + 0 s  | Tom Pidcock   | + 2 s  |
| Femmes   |                        |             |                 |        |               |        |
| Élites   | Pauline Ferrand-Prévot | 21 min 17 s | Puck Pieterse   | + 4 s  | Evie Richards | + 9 s  |

### Cross-country à assistance électrique
| Épreuves | Or                  | Or          | Argent           | Argent      | Bronze         | Bronze       |
| -------- | ------------------- | ----------- | ---------------- | ----------- | -------------- | ------------ |
| Hommes   |                     |             |                  |             |                |              |
| Élites   | Joris Ryf           | 58 min 29 s | Hugo Pigeon      | + 21 s      | Jérôme Gilloux | + 1 min 38 s |
| Femmes   |                     |             |                  |             |                |              |
| Élites   | Nathalie Schneitter | 52 min 23 s | Sofia Wiedenroth | + 1 min 0 s | Justine Tonso  | + 1 min 34 s |

### Descente
| Épreuves | Or               | Or                | Argent           | Argent    | Bronze           | Bronze    |
| -------- | ---------------- | ----------------- | ---------------- | --------- | ---------------- | --------- |
| Hommes   |                  |                   |                  |           |                  |           |
| Élites   | Charlie Hatton   | en 4 min 26 s 747 | Andreas Kolb     | + 0 s 599 | Laurie Greenland | + 1 s 229 |
| Juniors  | Henri Kiefer     | en 4 min 30 s 727 | Bodhi Kuhn       | + 0 s 418 | Léo Abella       | + 3 s 964 |
| Femmes   |                  |                   |                  |           |                  |           |
| Élites   | Valentina Höll   | en 4 min 58 s 242 | Camille Balanche | + 2 s 020 | Marine Cabirou   | + 2 s 361 |
| Juniors  | Erice van Leuven | en 5 min 15 s 613 | Poppy Lane       | + 5 s 208 | Sacha Earnest    | + 5 s 625 |

## Tableau des médailles
| Rang  | Nation           | Or | Argent | Bronze | Total |
| ----- | ---------------- | -- | ------ | ------ | ----- |
| 1     | Suisse           | 3  | 2      | 3      | 8     |
| 2     | Nouvelle-Zélande | 3  | 2      | 1      | 6     |
| 3     | Grande-Bretagne  | 3  | 0      | 3      | 6     |
| 4     | France           | 2  | 5      | 4      | 11    |
| 5     | Canada           | 1  | 2      | 1      | 4     |
| 6     | Autriche         | 1  | 1      | 0      | 2     |
| 6     | Allemagne        | 1  | 1      | 0      | 2     |
| 8     | Danemark         | 1  | 0      | 1      | 2     |
| 9     | Pays-Bas         | 0  | 1      | 1      | 2     |
| 10    | Italie           | 0  | 1      | 0      | 1     |
| 11    | Pologne          | 0  | 0      | 1      | 1     |
| Total | Total            | 15 | 15     | 15     | 45    |